# Chirodactylus grandis
Chirodactylus grandis es una especie de pez del género Chirodactylus, familia Cheilodactylidae. Fue descrita científicamente por Günther en 1860.
Se distribuye por el Atlántico Sureste: Walvis Bay, Namibia hasta Sudáfrica. La longitud total (TL) es de 180 centímetros. Habita en bancos rocosos o fangosos y su dieta se compone pequeños invertebrados, calamares y peces pequeños. Puede alcanzar los 150 metros de profundidad.
Está clasificada como una especie marina inofensiva para el ser humano.